# Luxemburg op het Eurovisiesongfestival 1977
Luxemburg nam deel aan het Eurovisiesongfestival 1977 in Londen, Verenigd Koninkrijk. Het was de eenentwintigste deelname van het land aan het Eurovisiesongfestival. De zangeres Anne-Marie B zong het lied Frère Jacques.

## Selectieprocedure
In tegenstelling tot een jaar eerder, werd in 1977 weer gekozen voor een interne selectie door de nationale omroep. 
Men selecteerde de zangeres Anne-Marie B met het lied Frère Jacques.

## In Londen
Op het songfestival trad Luxemburg als zevende aan, na Duitsland en voor Portugal. Op het einde van de puntentelling bleek dat Anne-Marie B op een teleurstellende zestiende plaats was geëindigd met zeventien punten. 
Nederland en België gaven geen punten aan het lied.

### Gekregen punten

#### Finale
| 12 punten | 10 punten | 8 punten  | 7 punten  | 6 punten |
| --------- | --------- | --------- | --------- | -------- |
|           |           | - Finland | - Spanje  |          |
| 5 punten  | 4 punten  | 3 punten  | 2 punten  | 1 punt   |
|           |           |           | - Ierland |          |

### Punten gegeven door Luxemburg

#### Finale
Punten gegeven in de finale:
| 12 punten | Verenigd Koninkrijk |
| 10 punten | Frankrijk           |
| 8 punten  | Ierland             |
| 7 punten  | Spanje              |
| 6 punten  | Griekenland         |
| 5 punten  | Zwitserland         |
| 4 punten  | België              |
| 3 punten  | Noorwegen           |
| 2 punten  | Duitsland           |
| 1 punt    | Monaco              |

1956 · 1957 · 1958 · 1959 · 1960 · 1961 · 1962 · 1963 · 1964 · 1965 · 1966 · 1967 · 1968 · 1969 · 1970 · 1971 · 1972 · 1973 · 1974 · 1975 · 1976 · 1977 · 1978 · 1979 · 1980 · 1981 · 1982 · 1983 · 1984 · 1985 · 1986 · 1987 · 1988 · 1989 · 1990 · 1991 · 1992 · 1993 · 1994-2023 · 2024 · 2025